# Hans Merbach
Hans Erich Merbach (ur. 10 maja 1910 w Gocie, zm. 14 stycznia 1949 w Landsberg am Lech) – zbrodniarz nazistowski, członek załogi niemieckich obozów koncentracyjnych Buchenwald i Auschwitz-Birkenau oraz SS-Obersturmführer.

## Życiorys
Z zawodu ślusarz. Członek NSDAP od czerwca 1931 (nr legitymacji partyjnej 259233), SS od czerwca 1930 (nr identyfikacyjny 3120) oraz Waffen-SS od 15 września 1939. Służbę w obozach koncentracyjnych rozpoczął w grudniu 1939 w Buchenwaldzie, gdzie przebywał do maja 1942. Początkowo sprawował funkcję adiutanta dowódcy batalionu wartowniczego (do maja 1941), następnie samodzielnie dowodził kompanią wartowniczą. Od stycznia 1943 do stycznia 1945 Merbach dowodził kompanią przewodników psów (Hundestaffel) w Auschwitz-Birkenau. Wreszcie od 1 lutego do 28 kwietnia 1945 pełnił funkcję zastępcy Schutzhaftlagerführera w Buchenwaldzie.
Podczas ewakuacji więźniów Buchenwaldu do Dachau, Merbach otrzymał zadanie nadzorowania pociągu z więźniami, który opuścił stację w Weimarze 7 kwietnia 1945. Pociąg ten miał później otrzymać nazwę „pociągu śmierci z Buchenwaldu”. Już podczas drogi na stację esesmani zamordowali kilkuset więźniów, z tego osobiście Merbach około 10. Świadkowie opisują jak Merbach strzelał z karabinu maszynowego do czeskich cywili, którzy usiłowali podać więźniom pożywienie w mieście Pilzno. Z powodu ciągłych nalotów alianckich pociąg często zatrzymywał się, stając się łatwym celem dla samolotów. Esesmani wówczas kryli się w pobliskich lasach. Podczas postojów Merbach osobiście rozstrzeliwał więźniów w każdym z wagonów. Rozkazał także wszystkim francuskim więźniom opuścić pociąg i następnie dokonał ich egzekucji. W Nammering koło Pasawy spalono 800 ciał, kilkuset więźniów zastrzelono w kamieniołomach. Podróż do Dachau trwała prawie trzy tygodnie i zakończyła się śmiercią większości więźniów (pozbawionych praktycznie wody i pożywienia). Niewielka część z nich ocalała, by opisać Amerykanom przebieg tej podróży. Widok „pociągu śmierci”, jaki ujrzeli amerykańscy żołnierze niedługo przed zajęciem obozu Dachau, był bezpośrednim powodem samosądu na esesmanach z załogi obozu – masakry w Dachau.
Po zakończeniu wojny Merbach stanął przed amerykańskim Trybunałem Wojskowym w procesie załogi Buchenwaldu. Za swoje zbrodnie popełnione podczas nadzorowania „pociągu śmierci” został on skazany w 1947 na karę śmierci. Wyrok wykonano przez powieszenie 14 stycznia 1949 w więzieniu Landsberg.